# شريف نوتنغهام

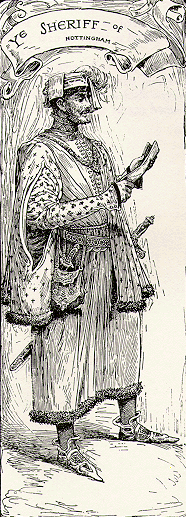
رسم توضيحي للويس ريد، 1912

شريف نوتنغهام هو الخصم الرئيسي في أسطورة روبن هود. يتم تصويره عمومًا على أنه طاغية ظالم يسيء معاملة السكان المحليين في نوتنغهامشير، ويخضعهم لضرائب باهظة. يقاتل روبن هود ضده، ويسرق من الأغنياء، ومن الشريف، ليعطي للفقراء؛ هذه هي الخاصية التي اشتهر بها روبن هود. يعتبر الشريف العدو اللدود لروبن هود، لأنه العدو الأكثر تكرارًا في قصص الخارج عن القانون المعروف.
لا يُعرف على من تستند هذه الشخصية. أسطورة روبن هود (التي هي على الأقل قديمة قدم القرن الرابع عشر) ، يشار فيها تقليديا إلى شريف نوتنغهام فقط بلقبه. في الواقع ، لم يكن هناك قط شريف مدينة نوتنغهام على هذا النحو. ومع ذلك ، كان هناك منذ وقت مبكر جدًا من العصر النورماندي ، كبير مأمور نوتينجهامشير وديربيشاير والغابات الملكية ، عينه الملك. وبالتالي ، كان من الممكن أن تستند الشخصية في الأسطورة إلى المعين الملكي الافتراضي المسؤول عن إنفاذ القانون في الغابات الملكية (والتي تضم غابة شيروود ). من ناحية أخرى ، إذا تعامل المرء مع الأسطورة على أنها تعود أصولها إلى أحداث حقيقية (على الرغم من حقيقة أن أقدم نسخة معروفة من الأسطورة ظهرت بعد 200 عام) ، فمن الممكن أن تكون الشخصية مبنية على أحد (أو مركب) من أكثر من) الأشخاص الواقعيين الذين شغلوا منصب مأمور نوتينجهامشاير وديربيشاير والغابات الملكية في الوقت المناسب. كما هو الحال في العديد من إصدارات أسطورة روبن هود ، إذا تم وضع أحداث القصة أثناء غياب الملك ريتشارد الأول ملك إنجلترا في 1190-1193 أثناء الحملة الصليبية الثالثة وما تلاه من فدية في النمسا ، فيمكن تحديد الشخصية مع ويليام دي ويندينال غير المعروف ، الذي كان شريفًا كبيرًا من 1191 إلى 1194. في بعض الإصدارات ، تم التعرف على شريف مع فيليب مارك ، الذي شغل منصب شريف نوتينجهامشاير وديربيشاير والغابات الملكية من 1209-1221 ، خلال السنوات الأخيرة من عهد جون ملك إنجلترا (الذي حكم من 1199 إلى 1216).  ومع ذلك ، يبقى الشريف عادةً إما مجهولاً أو باسم مستعار.

## الشخصية
شريف نوتنغهام، هو منصب يشغله الشخص الذي تكون مهمته القبض على الخارجين عن القانون مثل روبن هود، إما لضمان سلامة طرق التجارة عبر غابة شيروود أو لمنعهم من الصيد الجائر لغزال الملك. في بعض القصص ، تم تصوير شريف نوتنغهام على أنه لديه رغبة فاسدة في خادمة ماريان لسيدة روبن هود. يُنظر إليه على نطاق واسع على أنه الشرير الرئيسي في قصص روبن هود ، حيث ظهر كثيرًا جنبًا إلى جنب مع أعداء روبن هود مثل السير جاي من جيسبورن أو جون ، ملك إنجلترا (على الرغم من أنه نادرًا كلاهما).
يتم وضع الأساطير بشكل عام بعيدًا عن نوتنغهام. هذا يتناسب مع الموقع التاريخي لرئيس شرطة نوتنغهامشاير وديربيشاير والغابات الملكية (من 1068 حتى 1568). في فيلم روبن هود: أمير اللصوص ، نما تأثير شريف خارج منطقة نوتنغهام بشكل كبير لدرجة أنه يحاول السيطرة على العرش.
في بعض الإصدارات ، يكون الشريف مخطئًا جبانًا بينما مساعده ، السير جاي من جيسبورن ، يمثل تهديدًا جسديًا أكثر كفاءة وتصميمًا على روبن. في إصدارات أخرى ، يجيب الشريف على الأمير جون.